# I. e. 318
Évszázadok: i. e. 5. század – i. e. 4. század – i. e. 3. század
Évtizedek: i. e. 360-as évek – i. e. 350-es évek – i. e. 340-es évek – i. e. 330-as évek – i. e. 320-as évek – i. e. 310-es évek – i. e. 300-as évek – i. e. 290-es évek – i. e. 280-as évek – i. e. 270-es évek – i. e. 260-as évek
Évek: i. e. 323 – i. e. 322 – i. e. 321 – i. e. 320 –  i. e. 319 – i. e. 318 – i. e. 317 – i. e. 316 – i. e. 315 – i. e. 314 – i. e. 313

## Események

### Makedón Birodalom
- A második diadokhosz-háborúban a Kasszandrosszal és Ptolemaiosszal szövetséges Antigonosz egész Kis-Ázsia meghódítására tör. Tárgyalásokba kezd Eumenésszel, aki azonban hű marad a régenshez, Polüperkhónhoz. Eumenész elnyeri Nagy Sándor Kilikiában állomásozó veteránjainak, az Ezüstpajzsosoknak és a hüpaszpisztészeknek a bizalmát, szövetséget köt a keleti régióknak a szatrapáival és hatalmába keríti Babilont.
- Az előrenyomuló Antigonosz elől Eumenész kelet felé vonul vissza, hogy egyesítse erőit a Tigristől keletre lévő kormányzók seregeivel.
- Kasszandrosz a legtöbb görög város - köztük Athén - támogatásával nyílt háborúba kezd Polüperkhón ellen. Kasszandrosz szövetséget köt a gyengeelméjű III. Philipposz ambiciózus feleségével, Eurüdikével.
- Polüperkhón kezdetben sikeresen kiterjeszti hatalmát a görög városokra, de flottáját Antigonosz megsemmisíti.
- Az athéni politikai élet vezetőjét, Phókiónt a népgyűlésen árulással vádolják, elítélik és kivégzik. Amikor később Kasszandrosz elfoglalja a várost és az oligarcha párt visszakerül a hatalomba, Phókiónt újratemetik és szobrot állítanak tiszteletére.

### Róma
- Marcus Folius Flaccinatort és Lucius Plautius Vennót választják consulnak. A második szamnisz háborúban több szamnisz törzs békét kért, de csak kétéves fegyverszünetet kötöttek velük. Az apuliai Teanum és Canusium meghódol Rómának.[1]

## Halálozások
- Phókión, athéni államférfi és hadvezér

## Fordítás
- Ez a szócikk részben vagy egészben  a(z)   318 BC című angol Wikipédia-szócikk ezen változatának fordításán alapul.  Az eredeti cikk szerkesztőit annak laptörténete sorolja fel. Ez a jelzés csupán a megfogalmazás eredetét és a szerzői jogokat jelzi, nem szolgál a cikkben szereplő információk forrásmegjelöléseként.